# The Sexual Liberation of Anna Lee
The Sexual Liberation Of Anna Lee ist ein 2014 veröffentlichter US-amerikanischer Spielfilm-Porno der Regisseurin Jacky St. James mit Maddy O’Reilly in der Hauptrolle.

## Handlung
Anna Lee wuchs in einem Haus mit einer alleinerziehenden Mutter auf, die sehr sexuell negativ war, und sie kämpft mit ihrer Sexualität. Ihr Arzt verweist sie auf Whitney und Gaige, die eine „unkonventionelle“ Art der Sexualtherapie praktizieren, und sie checkt in ihrem Retreat, dem Variel House, ein.
Dort muss sie eine Reihe von „Aufgaben“ erledigen, die ihre Sexualität freisetzen sollen. Schließlich wird sie mit einem anderen „Patienten“, Emmett, zusammengebracht, um ihre Aufgaben gemeinsam zu erledigen. Anne Lee ist tief von ihm angezogen und stellt fest, dass sie über Emmett phantasiert und sich in ihn verliebt. Aber er hat Angst vor einer Verbindung mit einer anderen Person und geht plötzlich, bevor ihre Arbeit abgeschlossen ist. Als Anna Lee jedoch Variel House verlässt, bittet sie darum, dass das Videojournal, das sie aufbewahren musste, an Emmett gesendet wird. Er ist so berührt von dem, was sie mit ihm geteilt hat, dass er sie sucht, und der Film endet damit, dass sie sich lieben.

## Wissenswertes
Wie bereits bei einem anderen Film der Regisseurin, The Submission of Emma Marx, steht wiederum eine Frau auf der Suche nach ihrer sexuellen Identität im Mittelpunkt der Geschichte. Diesmal geht es um die Verarbeitung einer streng konservativen Erziehung und wiederum kommt es anhand einer praktischen Behandlung zu fetischorientiertem Sex.

## Auszeichnungen
- 2015: XBIZ Award – Couples-Themed Release of the Year
- 2015: XBIZ Award – Best Actor – Couples-Themed Release (Xander Corvus)
- 2015: XBIZ Award – Best Actress – Couples-Themed Release, (Maddy O’Reilly)[1]
- 2015: Feminist Porn Award – „Steamiest Straight Movie“[2]